# Lista das cidades mais populosas do Uzbequistão

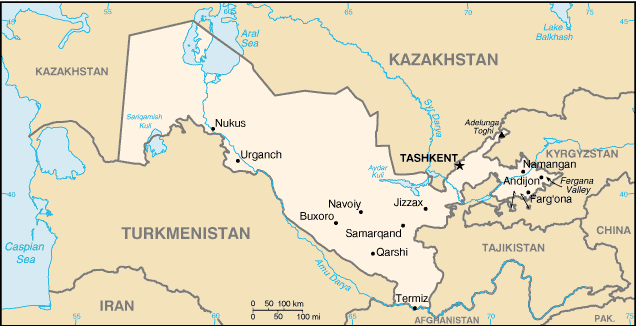
Mapa do Uzbequistão

Esta é uma lista de cidades no Uzbequistão . Desde 2021, o Uzbequistão tem 120 cidades (shahar) e 1.067 assentamentos urbanos (shaharcha).

## Lista
| #  | Cidade     | População (2024) | Imagem |
| -- | ---------- | ---------------- | ------ |
| 1  | Tasquente  | 3,075,232        |        |
| 2  | Namangã    | 696,500          |        |
| 3  | Samarcanda | 587,800          |        |
| 4  | Andijan    | 480,800          |        |
| 5  | Nucus      | 323,800          |        |
| 6  | Fergana    | 293,500          |        |
| 7  | Bucara     | 281,200          |        |
| 8  | Carxi      | 278,300          |        |
| 9  | Cocande    | 256,400          |        |
| 10 | Marguilã   | 238,900          |        |
| 11 | Termez     | 182,800          |        |
| 12 | Jizaque    | 180,700          |        |
| 13 | Angren     | 174,400          |        |
| 14 | Chirchiq   | 164,800          |        |
| 15 | Navoi      | 146,900          |        |
| 16 | Urgenche   | 145,000          |        |
| 17 | Xacrisabez | 140,500          |        |
| 18 | Almalique  | 135,200          |        |
| 19 | Bekobod    | 100,000          |        |